# Hi, It's Me
Hi, It's Me – trzeci minialbum amerykańskiej raperki i wokalistki Ashnikko. Wydany został cyfrowo 12 lipca 2019 oraz na płycie gramofonowej 21 lutego 2020 roku przez wytwórnie Digital Picnic i Warner Music Group.

## Lista utworów
| Edycja standardowa | Edycja standardowa                   | Edycja standardowa                         | Edycja standardowa              | Edycja standardowa |
| Nr                 | Tytuł utworu                         | Twórcy                                     | Producenci                      | Długość            |
| ------------------ | ------------------------------------ | ------------------------------------------ | ------------------------------- | ------------------ |
| 1.                 | „Hi, It's Me”                        | Ashton Casey, Chris Lewis                  | N8tive                          | 3:13               |
| 2.                 | „Special”                            | Casey, Matthew Jones, Nick Schneider       | Firzt World Problemz, Tylr Rydr | 2:44               |
| 3.                 | „STUPID” (gościnnie: Yung Baby Tate) | Casey, Oscar Scheller, Tate Farris         | Oscar Scheller                  | 2:47               |
| 4.                 | „Working Bitch”                      | Casey, Gina Kushka, Peter Elegbede         | CallMeTheKidd                   | 2:57               |
| 5.                 | „Manners”                            | Casey, Jason Julian Martin, Kakaire-Gidudu | Jason Julian                    | 3:08               |
|                    |                                      |                                            |                                 | 14:49              |

| Utwór bonusowy w reedycji | Utwór bonusowy w reedycji | Utwór bonusowy w reedycji |
| Nr                        | Tytuł utworu              | Długość                   |
| ------------------------- | ------------------------- | ------------------------- |

| Utwór bonusowy na płycie gramofonowej | Utwór bonusowy na płycie gramofonowej | Utwór bonusowy na płycie gramofonowej |
| Nr                                    | Tytuł utworu                          | Długość                               |
| ------------------------------------- | ------------------------------------- | ------------------------------------- |

## Historia wydania
| Region            | Data             | Format                                 | Przyp.      |
| ----------------- | ---------------- | -------------------------------------- | ----------- |
| Świat             | 12 lipca 2019    | Digital download, streaming            | [ 1 ] [ 2 ] |
| Świat             | 1 listopada 2019 | Digital download, streaming (reedycja) | [ 3 ] [ 4 ] |
| Europa            | 21 lutego 2020   | Płyta gramofonowa                      | [ 5 ] [ 6 ] |
| Stany Zjednoczone | 21 lutego 2020   | Płyta gramofonowa                      | [ 5 ] [ 6 ] |